# الایر، مربیهان
الایر، مربیهان (به فرانسوی: Allaire, Morbihan) یک کامین در فرانسه است که در Canton of Allaire واقع شده‌است.

## خصوصیات
الایر ۴۱٫۷۴ کیلومترمربع مساحت و ۳٬۶۰۹ نفر جمعیت دارد.